# 反教权主义
反教权主义（英語：Anti-clericalism）指的是通常在社会或政治方面反天主教权威的主张。历史上，反教权主义主要针对天主教的影响，且与世俗主义有联系。